# وادي الذئاب (كشر)

تعديل مصدري - تعديل

وادي الذئاب هي إحدى قرى عزلة العبيسه+العبادلة بمديرية كشر التابعة لمحافظة حجة، بلغ تعداد سكانها 537 نسمة حسب تعداد اليمن لعام 2004.